# Monumento Natural dos Pontões Capixabas
O Monumento Natural dos Pontões Capixabas é uma unidade de conservação federal do Brasil categorizada como monumento natural e criada por decreto presidencial em 2 de junho de 2008 com a mudança de categoria do antigo Parque Nacional dos Pontões Capixabas, anteriormente criado em 19 de dezembro de 2002. É administrado pelo Instituto Chico Mendes de Conservação da Biodiversidade (ICMBio).

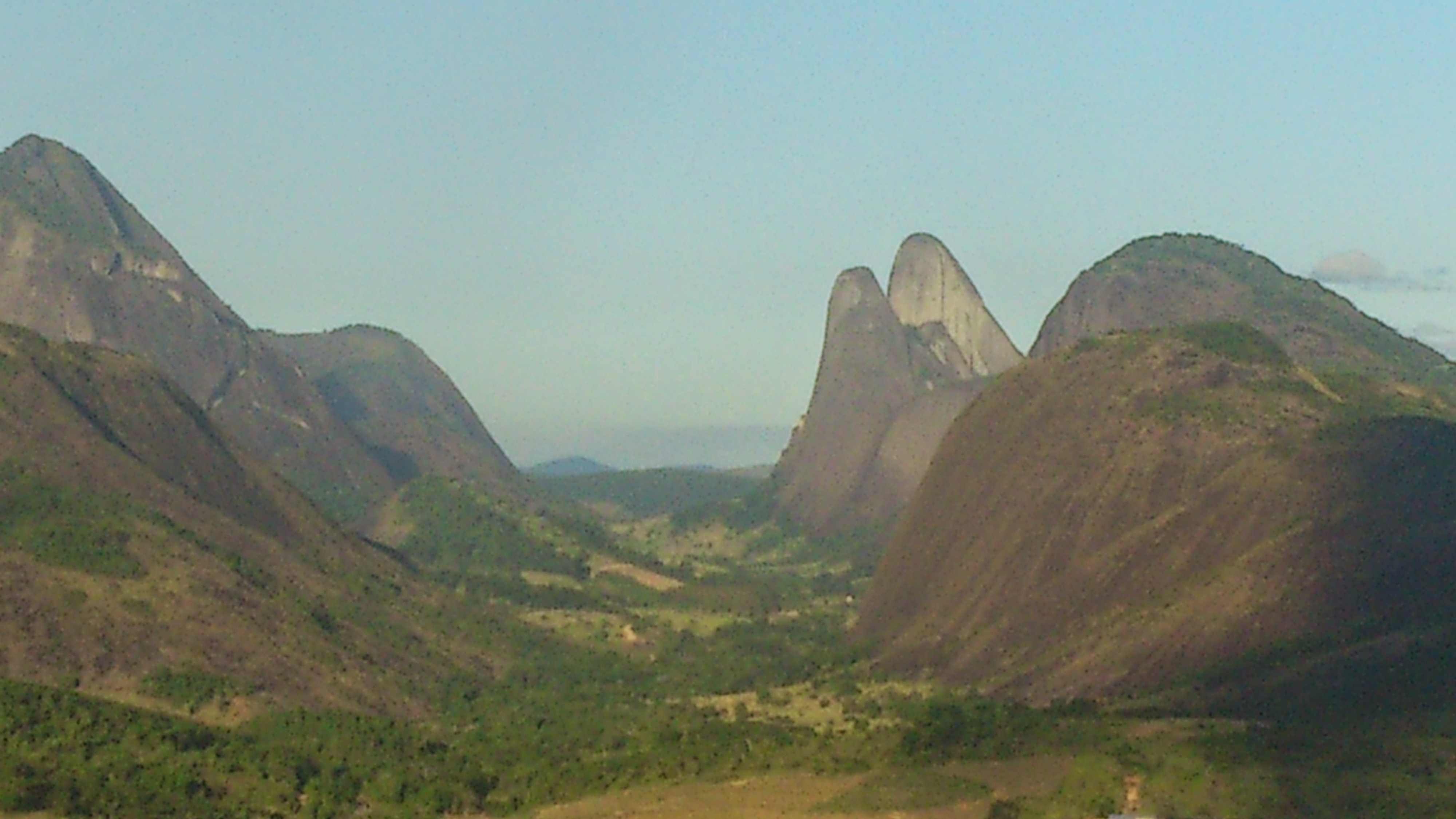
Formações no município de Pancas - ES

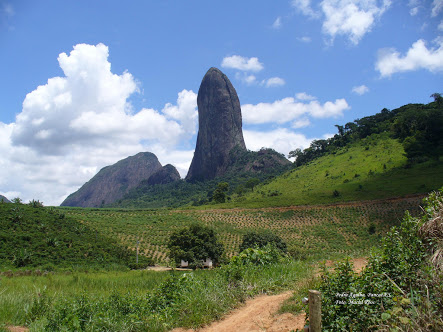
Formações no município de Pancas - ES

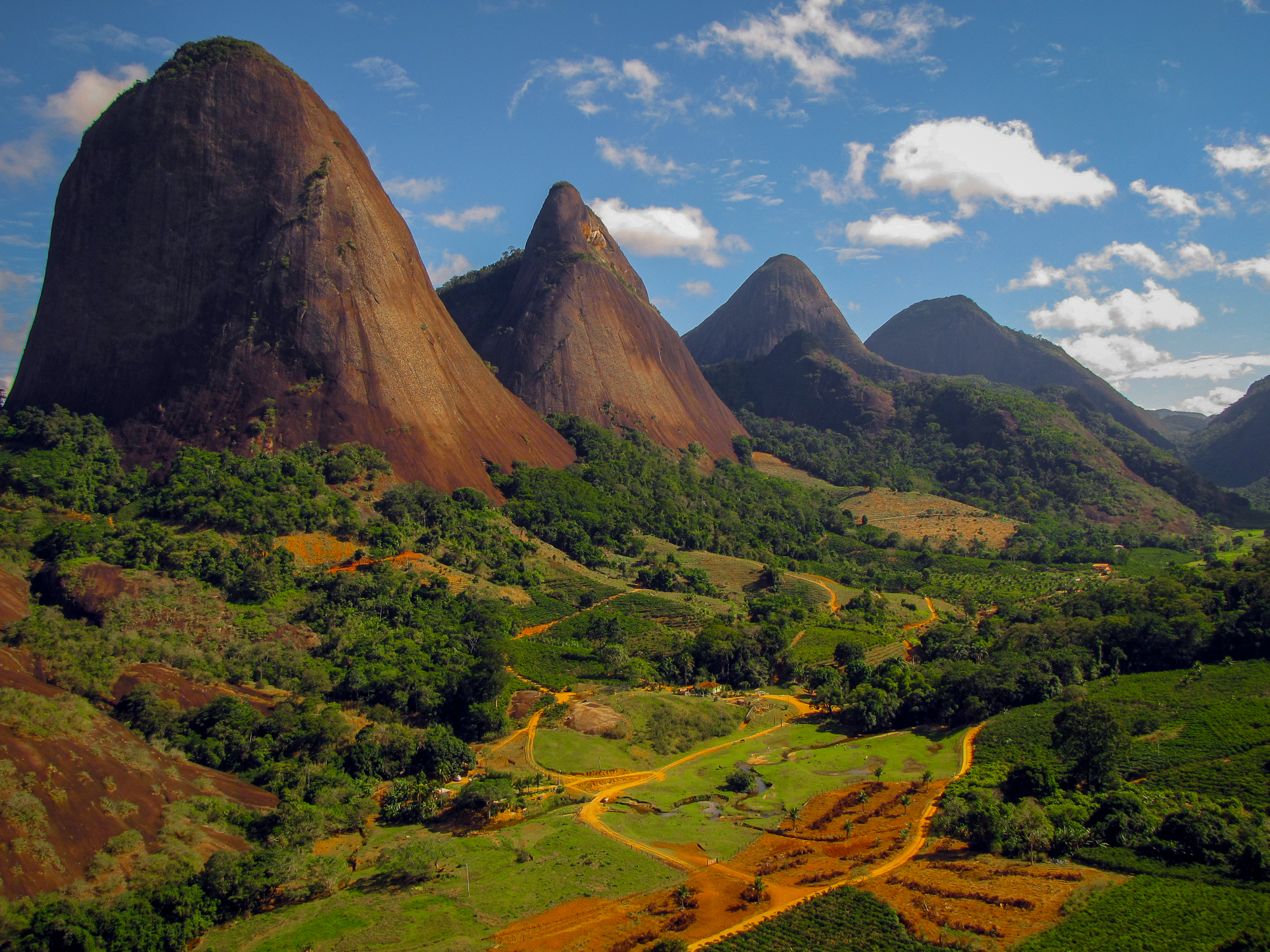
Formações no município de Pancas - ES

Está localizado nos municípios de Pancas e Águia Branca, no estado do Espírito Santo.